# 戈皮纳特普尔
戈皮纳特普尔（Gopinathpur），是印度西孟加拉邦Barddhaman县的一个城镇。总人口4983（2001年）。

## 人口
该地2001年总人口4983人，其中男性2646人，女性2337人；0—6岁人口586人，其中男320人，女266人；识字率68.29%，其中男性为74.11%，女性为61.70%。